# Lago Franklin D. Roosevelt
El lago Franklin D. Roosevelt (también llamado lago Roosevelt) (del inglés: Franklin D. Roosevelt Lake) es un embalse o lago artificial creado por la presa Grand Coulee, en el estado de Washington, Estados Unidos. Lo llamaron así en honor de Franklin D. Roosevelt, que era presidente de los EE. UU. en el momento de la construcción de la presa. Cubre una superficie de 337 km² y tiene 800 km de costas.
El lago se encuentra aguas abajo de la Fundición de Trail, y ha sido objeto de litigios por cuestiones ambientales.
COMINCO fundición ha depositado residuos de su planta en el río Columbia, que desembocaba en el lago Roosevelt. Las preocupaciones ambientales se plantearon cuando se encontró que estos depósitos incluían mercurio, plomo y zinc. Este descubrimiento llevó al grupo indígena cercano, las Tribus Confederadas Colville, a tomar medidas contra Cominco y hacerlos responsables de la degradación de la calidad del agua del lago. La contaminación ha planteado problemas de salud de miembros de la tribu, que utilizaron las playas y cámpines a lo largo del río y comimos pescado del río "para la subsistencia, razones culturales y espirituales". [ 3 ] El juicio, iniciado en 2004, fue el único que exigió COMINCO cumplir con EE. UU. Agencia de Protección Ambiental (EPA), para financiar los estudios de contaminación de la operación de Trail. En un comunicado de prensa publicado en 2003, COMINCO se comprometió a invertir 13 millones de dólares para el estudio de la salud y la ecología del lago Roosevelt, así como a financiar la limpieza necesaria para librar el lago de la contaminación por metales asociados con las prácticas de la empresa de fundición; [ 4 ] a pesar de que el acuerdo de la empresa para financiar los estudios fue bien intencionado, las Tribus Confederadas Colville respondieron que la oferta de Cominco fue inadecuado porque "no cumplieron con la calidad de los estudios y las garantías de limpieza que serían requeridos bajo las reglas de la EPA". [ 5 ] El caso está en curso.
El pleito entre Cominco y las Tribus Confederadas Colville provocado más tensiones entre Canadá y EE. UU. por las leyes ambientales transfronterizas. Como una empresa canadiense, COMINCO sintió que su operación estaba siendo injustamente porque la demanda se les ordena seguir las órdenes de un cuerpo gobernante estadounidense para sanear el lago Roosevelt. COMINCO también se opuso a la implicación en la demanda de ser la única empresa responsable de la contaminación del lago. [ 6 ]
En 1994,  COMINCOdejó de depositar  subproductos de fundición en el río Columbia y en 2004 habría gastado cerca de $ 1 mil millones en la modernización de la planta de Trail y la reducción de sus emisiones.